# Oluchi Onweagba
Oluchi Onweagba (ur. 1 sierpnia 1982 w Lagos) – nigeryjska modelka.
W 1998 roku wygrała konkurs modelek Twarz Afryki organizowany przez agencję Elite z Nowego Jorku i OmodelAfrica z Johannesburga. Wkrótce po konkursie podpisała trzyletni kontrakt w Nowym Jorku i Johannesburgu. Kilka miesięcy później podpisała kontrakty w Londynie i Paryżu. Na międzynarodowym wybiegu zadebiutowała w 1999 roku w kolekcji Chanel. Później współpracowała m.in. z: Christianem Diorem, Giorgio Armanim, Johnem Galliano, Emanuelem Ungaro, Kenzo, Helmutem Langiem, Fendi, Christianem Lacroix, Givenchy. Brała udział w kampaniach reklamowych firm: H&M, Lancôme, L’Oréal oraz Victoria’s Secret. Po wygaśnięciu kontraktu z nowojorskim oddziałem Elite w 2001 roku podpisała kontrakt z DNA Model Management, z którą związana jest do dziś (czerwiec 2012).